# Ченус
Ченус — озеро на территории Ребольского сельского поселения Муезерского района Республики Карелия.

## Общие сведения
Площадь озера — 3,2 км², площадь водосборного бассейна — 12,1 км². Располагается на высоте 185,5 метров над уровнем моря.
Форма озера лопастная (состоит из почти двух равных по площади плёсов). Вытянуто с юго-запада на северо-восток. Берега каменисто-песчаные.
Через озеро протекает река Колвас, вытекающая из озера Колвас, протекающая озёра Руогосельга (с притоком, вытекающим из озера Талвизъярви), Лавансельга, Талвизлакши, имеющая приток из озера Струналампи и впадающая в Лексозеро, откуда через реки Сулу и Лендерку воды в итоге попадают в Балтийское море. 
В озере расположены два безымянных острова различной площади.
С юго-западного берега озера, на котором располагается деревня Колвасозеро, проходит дорога местного значения.
Код объекта в государственном водном реестре — 01050000111102000010366.